# ألكسندر دارسي

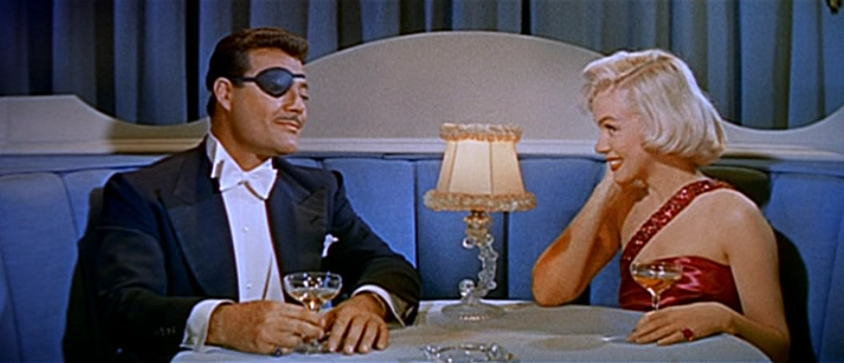
الكسندر دارسى مع مارلين مونرو في فيلم (How to Marry a Millionaire)

ألكسندر دارسي (10 أغسطس 1908 - 20 أبريل 1996 م.) كان ممثلا مصريا أمريكيا ذا شهرة في فترة الأربعينيات والخمسينيات من القرن العشرين.
ولد ألكسندر صروف أفلاطون في القاهرة، مصر اشتهر بعدة أسماء شهرة منها أليكس دارسي، مثل في نحو 45 فيلما حيث ظهر في معظمها كرجل نبيل أو محتال جذاب المظهر، كان ظهوره الأول في فيلم «حدائق الله» 1927، قبل أن يظهر في الفيلم البريطاني الصامت لألفريد هيتشكوك " Champagne " إنتاج 1928 والذي يحكي قصة فتاة شابة تضطر للعمل بعد أن خسر والدها وظيفته، انتقل بعدها إلي هوليوود حيث لعب في أدوار مساعدة في أواخر الثلاثينيات، ثم اشتهر في الأربعينيات والخمسينيات كما مثل في أفلام فرنسية وبريطانية.

## من أفلامه
- The Prisoner of Zenda إنتاج 1937.
- The Awful Truth إنتاج 1937.
- Stolen Holiday  إنتاج 1937.
- Topper Takes a Trip إنتاج 1939.
- في 1953 كان أحد طالبي الزواج من مارلين مونرو في فيلم " How to Marry a Millionaire ".
- Abdulla the Great أنتجته شركة مصر يونيفيرسال القاهرة وسفينكس فيلم ووزعته شركة تونتيث سينتشوري فوكس.
- Soldier of Fortune إنتاج 1955.

تضاءلت نسبة ظهوره سينمائيا في فترة الستينيات، حيث كانت معظم أدواره في التليفزيون قبل أن يعاود الظهور مجددا في أفلام الرعب ومع مخرجين من أمثال روجر كورمان وروس ميير وصأمويل فوليير ومنها
- It's Hot in Paradise  إنتاج 1962.
- St. Valentine's Day Massacre إنتاج 1967.
- Blood of Dracula's Castle إنتاج 1969.
- The Seven Minutes إنتاج 1971.
- Dead Pigeon on Beethoven Street إنتاج 1972.

و كان آخر ظهور له علي شاشة التليفزيون في سلسلة دراما تحقيقات ألمانية.

## وفاته
توفي في ويست هوليوود، كاليفورنيا في 20 أبريل 1996 م.

## وصلات خارجية
- ألكسندر دارسي على موقع IMDb (الإنجليزية)
- ألكسندر دارسي على موقع ألو سيني (الفرنسية)
- ألكسندر دارسي على موقع أول موفي (الإنجليزية)
- ألكسندر دارسي على موقع قاعدة بيانات برودواي على الإنترنت (الإنجليزية)
- ألكسندر دارسي على موقع قاعدة بيانات الأفلام السويدية (السويدية)
- ألكسندر دارسي على موقع قاعدة بيانات الفيلم (الإنجليزية)
- ألكسندر دارسي على موقع كينوبويسك (الروسية)
- Alex D'Arcy، FANDANGO